# Siarczana Góra
Siarczana Góra (dawn. Rakowice, łac. Minera seu Mons Sulfureus) – obszar Krakowa wchodzący w skład Dzielnicy X Swoszowice, obejmujący obecnie ulice: Siarczanogórską, Podhalnie,
i Siarczki.
Jan Długosz wspomniał o Mons Sulfureus (Górze Siarczanej) jako miejscu, gdzie wydobywało się obficie siarkę dla króla.
Historycznie Siarczaną Górą określano zarówno wzniesienie, jak i przysiółek na wschód od Swoszowic; odrębny od nich, usamodzielniony folwark, na terenie którego wydobywano siarkę w podziemnych, głębokich na kilkanaście metrów kopalniach. 